# Arabella Buckley
Arabella B. Buckley, född 24 oktober 1840 i Brighton i East Sussex, död 9 februari 1929 i Sidmouth i Devon, var en brittisk populärvetenskaplig författare och folkbildare.
Hon arbetade som sekreterare åt Charles Lyell från 24 års ålder (1864) och fram till hans död 1875. Sedan började hon föreläsa och skriva om vetenskap.
Hon gifte sig vid 44 års ålder, men fortsatte författa under sitt flicknamn.